# پروشچنیه
پروشچنیه (به لاتین: Prošćenje) یک منطقهٔ مسکونی در مونته‌نگرو است که در مویکوواس واقع شده‌است. پروشچنیه ۵۷۹ نفر جمعیت دارد.